# Гравина, Федерико
Федери́ко Ка́рлос Грави́на (исп. Federico Carlos Gravina y Nápoli; 12 августа 1756, Палермо — 9 марта 1806, Кадис) — испанский адмирал, участник Трафальгарского сражения.

## Семья
Родители: отец Хуан Гравина-и-Монкада, мать Донья Леонор Наполи-и-Монтеапорто.

## Послужной список
Поступил на службу во флот в 12 лет, в чине гардемарина. Затем служил мичманом на фрегате Санта-Клара в Бразилии. Первый опыт руководства людьми в бою получил при штурме крепости на небольшом острове Вознесения (вблизи острова Санта-Каталина). В 1777 году его фрегат потерпел крушение. Мичман Гравина — один из немногих спасшихся.
В 1778 году вернулся в Испанию, где служил лейтенантом на корабле береговой охраны, патрулировал испанское побережье от алжирских корсаров. В 1779 году получил под командование своё первое судно — шебеку Сан-Луис. На этом корабле участвовал в осаде Гибралтара. Отличился в экспедиции на острове Менорке (в то время под протекторатом британцев), участвовал в штурме крепости Сан-Фелипе. Произведен в капитаны. В 1785 году назначен руководить эскадрой, обороняющих Испанию от алжирских корсаров.
В 1790 году получает под командование корабль первого ранга, Паола. В этом году между Испанией и Британией разразился дипломатический кризис, связанный с установлением протектората над колониями на тихококеанском побережье Северной Америки. Гравине поручили сформировать крупнейший за 200 лет испанской истории флот. Гравина проявил выдающиеся организаторские способности, однако кризис разрешился дипломатическим путём — Испания и Британия подписали союзнический договор.
В 1793 году вице-адмирал Гравина в Портсмуте изучает британскую морскую тактику. Испания втянута Британией в войну против революционной Франции. Гравина руководит эскадрой из четырех кораблей. Его флагман San Hermenegildo.
В 1796 году Испания заключает союзнический договор с Францией, по которому объявляет войну Британии. В 1801 году адмирал Гравина отправляется в экспедицию в Вест-Индию (Санто-Доминго) и Гаити.
С 1804 по 1805 год исполняет обязанности испанского посла в Париже. Присутствовал при коронации Наполеона Бонапарта. В феврале 1805 года был назначен командующим испанским королевским флотом. Вернулся в Кадис, поднял штандарт на Argonauta.

## Участие и роль в Трафальгарском морском сражении
Силой дипломатических интриг адмирал Гравина вместе со всем испанским военным флотом был подчинён намного уступавшему ему по способностям французскому адмиралу Вильнёву, безвольному и безынициативному. Наполеон готовил десант из 180 тысяч солдат на британские острова, в связи с чем Вильнёв предпринял поход в район Карибского бассейна с целью заманить британский флот подальше от Ла-Манша. Уловка не удалась, британцы разгадали манёвр и не позволили себя отвлечь от охраны пролива. Вильнёв отправился обратно, однако возле мыса Финистер объединённая франко-испанская эскадра встретила британскую эскадру под командованием адмирала сэра Роберта Калдера. В этом бою сражались одни испанцы, потеряв два корабля. Французы от боя уклонились.
Вильнёв обосновался в Кадисе и оставался там вплоть до конца октября 1805 года, несмотря на понукания Наполеона. Его заставила выйти в море только угроза приближающего смещения. Последнее совещание перед выходом состоялось 19 октября. Адмирал Гравина категорически возражал против выхода в море.
Во-первых, его экипажи были сильно недоукомплектованы, по причине эпидемии в Андалузии. С целью хоть как-то наполнить корабли людьми Гравина отдал приказ своим офицерам — рекрутировать всех лиц мужского пола в возрасте от 14 до 45 лет без разбору, кого удастся схватить на улицах, рынках и кабаках. Требовалось время, чтобы обучить новобранцев флотскому мастерству.
Во-вторых, находясь в Кадисе, объединённая эскадра находилась в более выгодных условиях по отношению к британскому флоту, под защитой береговых батарей. Английские корабли, пытаясь блокировать союзников в Кадисе, могли оказаться в очень невыгодном положении.
И в-третьих, приближался период штормов. В день совещания 19 октября барометр быстро падал, что свидетельствовало о приближающемся шторме. Однако Вильнёв возразил, что падение барометра не должно служить оправданием падению мужества и союзного долга.
На совещании было принято решение прорываться в Средиземное море для соединения со средиземноморской эскадрой. Эскадра вышла в море 20 октября. Гравина должен был командовать авангардом. Однако возле мыса Трафальгар, вскоре после появления вражеских кораблей, Вильнёв отдал команду развернуться и возвращаться в Кадис. В результате этого манёвра строй союзников сломался, авангард стал арьергардом и был надолго обездвижен.
Противники не замедлили воспользоваться ошибкой Вильнёва и перерезали строй союзников. Гравина проявил огромное личное мужество. В этом бою он потерял руку, которую раздробила картечь. Несмотря на увечье, адмирал Гравина продолжал руководить боем. Он приказал всем кораблям, которые уцелели после боя, следовать за собой в Кадис.
22 октября Гравина, укрыв корабли в бухте Кадиса от шторма, спешно стал ремонтировать их. 23 октября он снова выводит способные двигаться корабли в море, чтобы попытаться спасти экипажи с кораблей, потерявших ход и управление. В результате этой вылазки была отбита Санта-Ана.
Адмирал Гравина так и не смог оправиться от раны, полученной в этом сражении. Он умер 9 марта 1806 года, в возрасте 49 лет.